# 宮田州
宮田 州（みやた しゅう、1960年1月31日 - ）は、日本の俳優。本名同じ。

## 来歴・人物
東京都大田区出身。横浜商科大学高等学校卒業。普通のサラリーマンにはなりたくないとして、役者を志す。デビュー作は1981年、フジテレビ系列放送のテレビドラマ『本郷菊坂赤門通り』。その後1984年放送のTBS系列のドラマ『スクール☆ウォーズ』で内田勝役を演じ有名になる。その他の大映ドラマにも多く出演した。
近年は、俳優養成所を主催し後進の育成がメインになっている。
2012年3月21日放送のTBS『名作ドラマ大辞典!!今夜限りの同窓会スペシャル』で山下真司と27年ぶりに再会した。

## 出演

### テレビドラマ
- 木曜座「家族の神話」（1982年、TBS） - 鴨田 役
- スクール☆ウォーズ（1984年、TBS） - 内田勝 役
- ポニーテールはふり向かない（1985年 - 1986年、TBS） - 狩野弘 役
- スケバン刑事II 少女鉄仮面伝説 第31話・第32話（1986年、フジテレビ）- 黒羽五人衆・十徳 役
- セーラー服反逆同盟 第3話「反抗は地獄への道」（1986年10月27日、日本テレビ） - 北島 役
- 裸の大将 第47話「清の放浪・旅芝居」（1991年4月7日、関西テレビ）
- 金曜エンタテイメント「赤いドレス殺人事件」（1994年7月29日、フジテレビ）
- 花王 愛の劇場「いつの日かその胸に」（1994年、TBS）

### 映画
- 巣立ちのとき 教育は死なず（1981年、共同映画全国系列会議スタッフ）
- ビッグマグナム黒岩先生（1985年、東映）
- V.マドンナ大戦争（1985年、松竹富士）
- 湘南爆走族（1987年、東映） - 地獄の軍団メンバー 役